# Тупицино (Тверская область)
Тупи́цино — деревня в Ржевском районе Тверской области. Относится к сельскому поселению «Итомля», до 2006 года входила в состав Сытьковского сельского округа.
Деревня находится в 30 км (по прямой) к северо-западу от города Ржева, на правом высоком берегу реки Волга.
Население по переписи 2002 года — 0 человек.

## История
В 1859 году во владельческой деревне Тупицино Ржевского уезда Тверской губернии 3 двора, 25 жителей. В конце XIX-начале XX века деревня относилась к приходу соседнего села Ратьково Гриминской волости Ржевского уезда. В 1912 году здесь 13 дворов, 101 житель.
В 1940 году деревня Тупицино в Кировском сельсовете Молодотудского района Калининской области. Во время Великой Отечественной войны деревня оккупирована гитлеровскими войсками в октябре 1941 года, освобождена Красной Армией в январе 1942 года.
С 1960 года деревня в составе Ржевского района, в 1960-80 годы в составе колхоза «Красный Маяк» Сытьковского сельсовета.
С 1990-х годов постоянного населения нет.

## Население
| 2008 | 2010 |
| ---- | ---- |
| 0    | ↗14  |

## Известные люди
В деревне Тупицино родился Николай Михайлович Вишняков (6.05.1900—11.02.1968), советский и хозяйственный деятель, краевед. Директор Ржевского краеведческого музея (1958—1963). Автор книги «Ржев. К истории города и района» (1969), статей по истории Ржевского края. Награждён орденом «Знак Почета», медалями. Почетный гражданин Ржева (2000).

«…Однажды летом мне довелось побывать в колхозе „Красный маяк“, в родных местах, — в маленькой, но дорогой моему сердцу деревеньке Тупицыно. Здесь прошло мое детство и начало общественной деятельности. Здесь я был председателем комбеда, организовал Мининскую коммуну и Овцыновский культкружок. Давно это было, а как близко… Потому я и люблю природу, что вырос в этом чудесном русском уголке. С тупицынской горы, у подножья которой извивается Волга, взору открывается замечательный, какой-то своеобразной и привлекательной пестроты пейзаж. Здесь несказанно приятно любоваться чарующей красотой привольно раскинувшихся лесов, ржаных и пшеничных, льняных и клеверных полей. Смотрю я на яркие, многокрасочные поля и леса и думаю: нет теперь запальков, полосок и меж, позабываются имена богатеев лутковских, болоболиных, дириных и прочих… При виде родных мест многое представляется мне из прошлого так ярко, так зримо, как будто видел это вчера. Вспоминаю деда Яшку, как его все звали, множество рассказов этого замечательного русского мужика, прослужившего 25 лет в армии, умершего 104 лет; Филиппа, ходившего два раза в Питер пешком с кривым топорищем, с лаптями и сухарями; Василия — отходника, который показывал на спине рубцы и говорил: «С 9 января ношу их»; старика Бойкова, умного и грамотного крестьянина, утопившегося в Волге и тем самым выразившего пассивный протест фашистам; друга детства, хорошего крестьянина и столяра, бывшего одно время председателем колхоза „Красный воин“ Васю Николаева, погибшего на фронте вместе с двумя сыновьями; товарища моего Егора Волкова, чекиста, члена первого Ржевского уисполкома… Перед моими глазами проходят и другие дорогие образы, мои односельчане. Весной 1918 года из нашей деревни ушли добровольцами в Красную Армию 8 крестьян — Андрей, Григорий и Павел Ивановы, Михаил, Николай и Егор Волковы, Александр Бойков и Федор Голубев. В живых остался один из них — Григорий Иванович Иванов. В Отечественной войне участвовало 22 человека, не вернулись с фронта — 17 человек. Мысленно назвав этих 24 товарищей, не вернувшихся в родную деревню с полей сражений, я снял шляпу и низко поклонился. Мне дорога память о вас. Для меня вы никогда не умирали, я свято ношу вас в своем сердце…»— Вишняков Н. М. Ржев. — М.: Московский рабочий, 1969. — 358 с.
.